# Jan van Dort
Jan Leendert van Dort, anche detto Joop (Heemstede, 25 maggio 1889 – Leida, 1º aprile 1967), è stato un calciatore olandese, di ruolo attaccante.

## Palmarès

### Club

#### Competizioni nazionali
- Campionato olandese: 2

Ajax: 1917-1918, 1918-1919
- Coppa dei Paesi Bassi: 1

Ajax: 1916-1917

### Nazionale
- Bronzo olimpico: 1

Anversa 1920